# International Federation of Women’s Lacrosse Associations
Die International Federation of Women’s Lacrosse Associations (IFWLA) wurde 1972 gegründet, um Frauen-Lacrosse in der ganzen Welt weiterzuentwickeln und zu fördern.
Gründungsmitglieder waren Australien, England, Schottland, Wales und die USA. Inzwischen sind auch Kanada, Japan, Tschechien, Deutschland, Neuseeland und auch Südamerika beigetreten. Die IFWLA unterstützt tatkräftig die Frauen-Weltmeisterschaften und die U-19-Lacrosse-Weltmeisterschaften.